# CFBDSIR1458+10B
 (août 2022).
CFBDSIR1458+10B est l'une des plus froides des étoiles naines brunes connues de l’univers avec une température de 100 °C. La plus froide étant WISE 0855–0714.